# Neomarica caulosa
Neomarica caulosa là một loài thực vật có hoa trong họ Diên vĩ. Loài này được (Ravenna) Chukr mô tả khoa học đầu tiên năm 2001.